# Libanesischer Elite Cup 2012
Der Libanesische Elite Cup 2012 war die 15. Austragung des Fußballturniers. Die vier besten Mannschaften aus der libanesischen Premier League und die beiden Pokalfinalisten nahmen teil. Titelverteidiger war al Ahed. Safa SC Beirut sicherte sich mit einem 2:0-Sieg nach Verlängerung im Finale gegen al Ahed zum zweiten Mal den Titel.

## Qualifizierte Mannschaften
| Verein                | Platzierung der Saison 2011/12 |
| --------------------- | ------------------------------ |
| Safa SC Beirut        | Erster                         |
| Nejmeh Club           | Zweiter & Pokalfinalist        |
| al Ahed               | Dritter                        |
| al-Ansar              | Vierter & Pokalsieger          |
| al-Akhaa al-Ahli Aley | Fünfter                        |
| Shabab al-Sahel       | Sechster                       |

## Gruppenphase

### Gruppe A
| Pl. | Verein                | Sp. | S | U | N | Tore    | Diff. | Punkte |
| --- | --------------------- | --- | - | - | - | ------- | ----- | ------ |
| 1.  | al Ahed               | 2   | 2 | 0 | 0 | 004:000 | +4    | 06     |
| 2.  | Safa SC Beirut        | 2   | 1 | 0 | 1 | 006:300 | +3    | 03     |
| 3.  | al-Akhaa al-Ahli Aley | 2   | 0 | 0 | 2 | 001:800 | −7    | 0      |

|                                                        |   |                       |           |
| Samstag, 4. August 2012 um 14:30 Uhr (13:30 Uhr MESZ)  |   |                       |           |
| Safa SC Beirut                                         | – | al Ahed               | 0:2 (0:2) |
| Samstag, 11. August 2012 um 14:00 Uhr (13:00 Uhr MESZ) |   |                       |           |
| Safa SC Beirut                                         | – | al-Akhaa al-Ahli Aley | 6:1 (2:1) |
| Samstag, 18. August 2012 um 14:00 Uhr (13:00 Uhr MESZ) |   |                       |           |
| al Ahed                                                | – | al-Akhaa al-Ahli Aley | 2:0 (1:0) |

### Gruppe B
| Pl. | Verein          | Sp. | S | U | N | Tore    | Diff. | Punkte |
| --- | --------------- | --- | - | - | - | ------- | ----- | ------ |
| 1.  | al-Ansar        | 2   | 1 | 1 | 0 | 003:200 | +1    | 04     |
| 2.  | Nejmeh Club     | 2   | 1 | 0 | 1 | 007:400 | +3    | 03     |
| 3.  | Shabab al-Sahel | 2   | 0 | 1 | 1 | 003:700 | −4    | 01     |

|                                                        |   |             |           |
| Sonntag, 5. August 2012 um 14:30 Uhr (13:30 Uhr MESZ)  |   |             |           |
| Shabab al-Sahel                                        | – | al-Ansar    | 1:1 (0:0) |
| Sonntag, 12. August 2012 um 14:00 Uhr (13:00 Uhr MESZ) |   |             |           |
| al-Ansar                                               | – | Nejmeh Club | 2:1 (1:0) |
| Sonntag, 19. August 2012 um 14:00 Uhr (13:00 Uhr MESZ) |   |             |           |
| Shabab al-Sahel                                        | – | Nejmeh Club | 2:6 (1:4) |

## Finalrunde
|  | Halbfinale | Halbfinale     | Halbfinale |  |  | Finale | Finale         | Finale |
|  |            |                |            |  |  |        |                |        |
|  |            |                |            |  |  |        |                |        |
|  | A1         | al Ahed        | 2          |  |  |        |                |        |
|  | B2         | Nejmeh Club    | 1          |  |  |        |                |        |
|  |            |                |            |  |  | A1     | al Ahed        | 0      |
|  |            |                |            |  |  | A2     | Safa SC Beirut | 12V    |
|  | A2         | Safa SC Beirut | 1          |  |  |        |                |        |
|  | B1         | al-Ansar       | 0          |  |  |        |                |        |
|  |            |                |            |  |  |        |                |        |

V Sieg nach Verlängerung

E Sieg im Elfmeterschießen

### Halbfinale
|                                                        |   |                |           |
| Samstag, 25. August 2012 um 14:00 Uhr (13:00 Uhr MESZ) |   |                |           |
| al Ahed                                                | – | Nejmeh Club    | 2:1 (0:1) |
| Sonntag, 26. August 2012 um 14:00 Uhr (13:00 Uhr MESZ) |   |                |           |
| al-Ansar                                               | – | Safa SC Beirut | 0:1 (0:0) |

### Finale
|                                                                                                |   |                |           |
| Montag, 17. September 2012 1 um 14:00 Uhr (13:00 Uhr MESZ) im Camille-Chamoun-Stadion (Beirut) |   |                |           |
| al Ahed                                                                                        | – | Safa SC Beirut | 0:2 n. V. |

| 1 Das Endspiel sollte ursprünglich am Sonntag, 2. September 2012 stattfinden. |